# Andi Lila

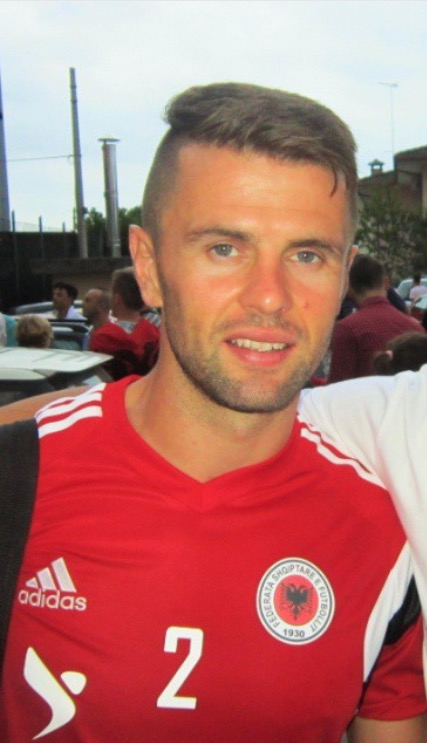
Andi Lila v roce 2015

Andi Lila (* 12. února 1986, Kavaja, Albánie) je bývalý albánský fotbalový záložník/obránce. Hrál na postu defenzivního středopolaře, alternativně na krajích obrany.

## Klubová kariéra
- KS Besa Kavajë (mládež)
- KS Besa Kavajë 2002–2006
- Iraklis Soluň 2007
- KS Besa Kavajë 2007–2008
- KF Tirana 2008–2011
- PAS Giannina 2011–2019
- →  Parma Calcio 1913 (hostování) 2015
- KF Tirana 2019–2020

## Reprezentační kariéra
V A-mužstvu Albánie debutoval 21. 11. 2007 v kvalifikačním utkání v Bukurešti proti týmu Rumunska (prohra 1:6). S národním týmem slavil postup z kvalifikace na EURO 2016 ve Francii, historicky první pro Albánii. Italský trenér albánského národního týmu Gianni De Biasi jej nominoval do závěrečné 23členné soupisky pro EURO 2016.